# Rose festival
Le Rose Festival est un festival de musique, coproduit par le duo de rappeurs Bigflo et Oli, la société de production Bleu Citron et le Groupe La Dépêche du Midi. Ses trois premières éditions se sont tenues au MEETT, parc des expositions et centre de conventions & congrès de Toulouse. Il a lieu généralement le week-end précédant la rentrée scolaire de septembre et propose majoritairement des concerts de musique électro et de rap, tout en s'ouvrant progressivement à d'autres genres musicaux .

## Histoire
Pendant leur jeunesse à Toulouse, Bigflo et Oli constatent l'absence de grands festivals de musique dans la ville, alors même qu’elle figure parmi les villes les plus peuplées de France. Ils commencent à concevoir en 2018 un festival pluridisciplinaire, intégrant différents aspects de la culture musicale et artistique, et avec l'ambition d'en faire un évènement pérenne. Ce projet prend forme grâce à une volonté commune entre les rappeurs, Samuel Capus, directeur de Bleu Citron et Jean‑Nicolas Baylet, directeur général du Groupe La Dépêche du Midi, de créer à Toulouse un festival rap-électro destiné à la jeune génération.
Sa première édition est reportée en raison de l'épidémie de COVID-19 et des restrictions sanitaires associées, et se tient finalement les 2 et 3 septembre 2022. Le lieu, le parc des expositions du MEETT, est choisi, après l’examen de 17 autres emplacements, pour sa facilité d'accès et ses larges infrastructures permettant d'accueillir plus de 25 000 spectateurs par soirée. Organisée sur deux jours, cette édition propose 19 concerts , avec notamment plusieurs artistes majeurs de la scène rap française dont IAM, Ziak, Damso ou Laylow ainsi que des artistes issus d'autres genres musicaux comme Deluxe ou Folamour. Le festival affiche complet pour cette première édition.
La deuxième édition, organisée du 1er au 3 septembre 2023, s'étend sur trois jours, soit un jour de plus que l'année précédente. Elle réunit 30 artistes, contre 18 lors de la première édition, parmi lesquels Angèle, Gazo, Adèle Castillon et Tiakola. Les horaires sont également étendus, avec des concerts programmés jusqu'à 2 heures du matin le vendredi et le samedi. Cette édition rassemble environ 90 000 festivaliers sur l'ensemble des trois jours. Parmi les nouveautés mise en place figure également un dispositif en faveur de l’accessibilité : des gilets vibrants sont mis à disposition des personnes sourdes et malentendantes sur le stand « Ville pour Tous ». Une partie du concert de -M- est également interprétée en langue des signes française par le collectif 10 Doigts en Cavale. C'est également au cours de cette édition que Bigflo et Oli présentent le dispositif intitulé « Tremplin » visant à sélectionner chaque année deux artistes émergents de la région, afin de leur permettre de se produire pendant 30 minutes au sein de la programmation. Carbonne et Jethro sont les premiers à bénéficier de ce dispositif.
La troisième édition se déroule sur quatre jours, du 29 août au 1er septembre 2024, soit un jour de plus que l’édition précédente, elle-même prolongée par rapport à la première. La programmation musicale est plus diversifiée, proposant lors d'une même soirée des artistes tels que Jain, Francis Cabrel et MC Solaar, avec un total de 58 artistes programmés. Chaque soir, un feu d'artifice est tiré sur la musique Ô Toulouse, de Bigflo et Oli, samplée de la musique de Claude Nougaro. Cette édition accueille environ 110 000 festivaliers sur l’ensemble des quatre jours.

## Artistes invités et programmation
Malgré sa jeunesse, le festival a accueilli de nombreux artistes reconnus parmi lesquels Deluxe, Ziak, Damso, IAM, Laylow, Bon Entendeur, Francis Cabrel, Jain, MC Solaar, Booba, PLK, Niska, Zola, Pomme, Justice, La Fève, Dadju et Tayc, Angèle, Tiakola, Gazo, Petit Biscuit, SCH, Zaho de Sagazan ou encore -M-.